# Ситак (Вашингтон)
Ситак (енгл. SeaTac) град је у америчкој савезној држави Вашингтон. По попису становништва из 2010. у њему је живело 26.909 становника.

## Демографија
Према попису становништва из 2010. у граду је живело 26.909 становника, што је 1.413 (5,5%) становника више него 2000. године.
| Група             | 2000.          | 2010.          |
| Белци             | 14.666 (57,5%) | 10.619 (39,5%) |
| Афроамериканци    | 2.334 (9,2%)   | 4.532 (16,8%)  |
| Азијати           | 2.822 (11,1%)  | 3.910 (14,5%)  |
| Хиспаноамериканци | 3.302 (13,0%)  | 5.474 (20,3%)  |
| Укупно            | 25.496         | 26.909         |